# Muammar al-Gaddafi
Muammar Abu Minyar al-Gaddafi (även transkriberat till svenska som Kaddafi, Khaddafi, Khadaffi eller Qaddafi; arabiska:  مُعَمَّر القَذَّافِي   (fil)), född cirka 1942 nära Sirt, död 20 oktober 2011 strax utanför Sirt, var en libysk militär, politiker och sedermera diktator, tillhörande Gaddafastammen. Vid en militärkupp den 1 september 1969 störtade han som ledare för en grupp militärer Libyens dåvarande makthavare, kung Idris I, och etablerade sig som landets obestridlige ledare. Kuppmakarna grundade sedan Libyska Arabrepubliken, från 1977 ersatt med Jamahiriya, ett tänkt folkstyre baserat på Gaddafis Gröna bok, samtidigt som Gaddafi enligt egen utsago trädde tillbaka från alla offentliga poster till förmån för en ceremoniell ledarroll.
Människorättsorganisationer kritiserade dock Libyens regim för att vara en hård diktatur och under Gaddafis styre stämplades Libyen som en paria-stat av länder i väst. Under 2000-talet etablerade Gaddafi plötsligt närmare relationer med västvärlden; detta bland annat 2003 då Libyen betalade ut kompensation och utlämnade de misstänkta för terroraktionen Lockerbieaffären, och under år 2006, efter Irakkriget och Saddam Husseins fall, då den libyske diktatorn välkomnade inspektion av landets kärnvapenprogram. FN lyfte då sina sanktioner och en viss ekonomisk liberalisering och närmande mot västvärlden, förkroppsligat av Gaddafis son Saif al-Islam Gaddafi, tog sin början. Libyens anseende kunde därmed förbättras och dess isolering delvis hävas, men förblev samtidigt en av världens hårdaste diktaturer med omfattande kontroll av medborgare, offentliga avrättningar och massakrer av oppositionella, bland annat i Abu Salimfängelset 1996.
Som en del av Arabiska våren 2011 utbröt i februari massiva protester i Libyen mot Gaddafis styre, vilka besvarades med kraftigt våld från armén och av Gaddafi anlitade legosoldater. Protesterna, snart understödda av revolterande arméförband och tjänstemän, utvecklades snart till ett inbördeskrig, där en motregering under det nationella övergångsrådet (NTC) i Benghazi med kontroll över Cyrenaicaregionen och hamnstaden Misrata bildades. En framgångsrik motoffensiv hejdades i mars genom NATO-ingripande med flygunderstöd varefter rebellerna övertog initiativet. I augusti tågade NTC:s styrkor in i Tripoli och Gaddafi flydde till Sirt, efterlyst av den internationella brottmålsdomstolen för brott mot mänskligheten. Sedan detta sista fäste fallit i rebellernas händer tillfångatogs Gaddafi den 20 oktober 2011 i samband med ett flygangrepp mot en militärkonvoj på väg ut ur staden och dog kort därefter under en ambulanstransport.

## Uppväxt
Gaddafi föddes som yngsta barn i en nomadiserande beduinfamilj inom stammen Qadhadhfa i trakten av Sirte. Efter studier vid Libyens militärhögskola gick han med i armén i Benghazi år 1963 där han snart utsågs till kapten. Han studerade vid militärskolor i Storbritannien och Aten (Στρατιωτική Σχολή Ευελπίδων) och föresatte sig tidigt, tillsammans med andra militärer, att störta det egna landets monarkistyre. Den unge Gaddafi vistades också mycket i Egypten där han tog djupt intryck av dess ledare Gamal Abdel Nassers visioner om en speciell form av islamsk socialism, nationalism och panarabism, i andan av afrikansk koloniell frigörelse.[källa behövs] Han drömde om att själv bli "den nye Che Guevara" och att få leda en omfattande befrielsekamp mot det han uppfattade som förtryck av olika slag.[källa behövs]

## Statskupp
Den 1 september 1969 genomförde Gaddafi och andra unga officerare en oblodig statskupp mot Libyens kung Idris I, som då befann sig i den grekiska semesterorten Kamena Vourla där han erhöll medicinsk behandling.. Kuppmakarna hade då redan satt kungens brorson, kronprinsen Sayyid Hasan ar-Rida al-Mahdi as-Sanussi i husarrest. De avskaffade monarkin och proklamerade den nya libyska arabiska republiken. Kung Idris I gick i exil i Egypten.
Ett "Revolutionärt Styrråd" bildades med Gaddafi som premiärminister 1970, men redan två år senare avsade han sig denna post, då han inte önskade inneha något traditionellt, specifikt maktämbete eller högre rang, då hans vision var att landet skulle "styras direkt av folket". Överste förblev hans titel. Han kallade sig därefter också "broderlig ledare" och "den socialistiska revolutionens guide".

## Libyens ledare

### Den gröna revolutionen och statsstyret

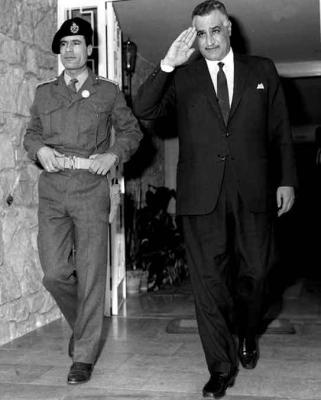
Gaddafi (till vänster) tillsammans med Gamal Abdel Nasser 1969. Under de första åren brukade Gaddafi alltid framträda i militär uniform. På senare år ersatte han ofta uniformerna med kaftaner och mantlar av olika slag, se den övre bilden

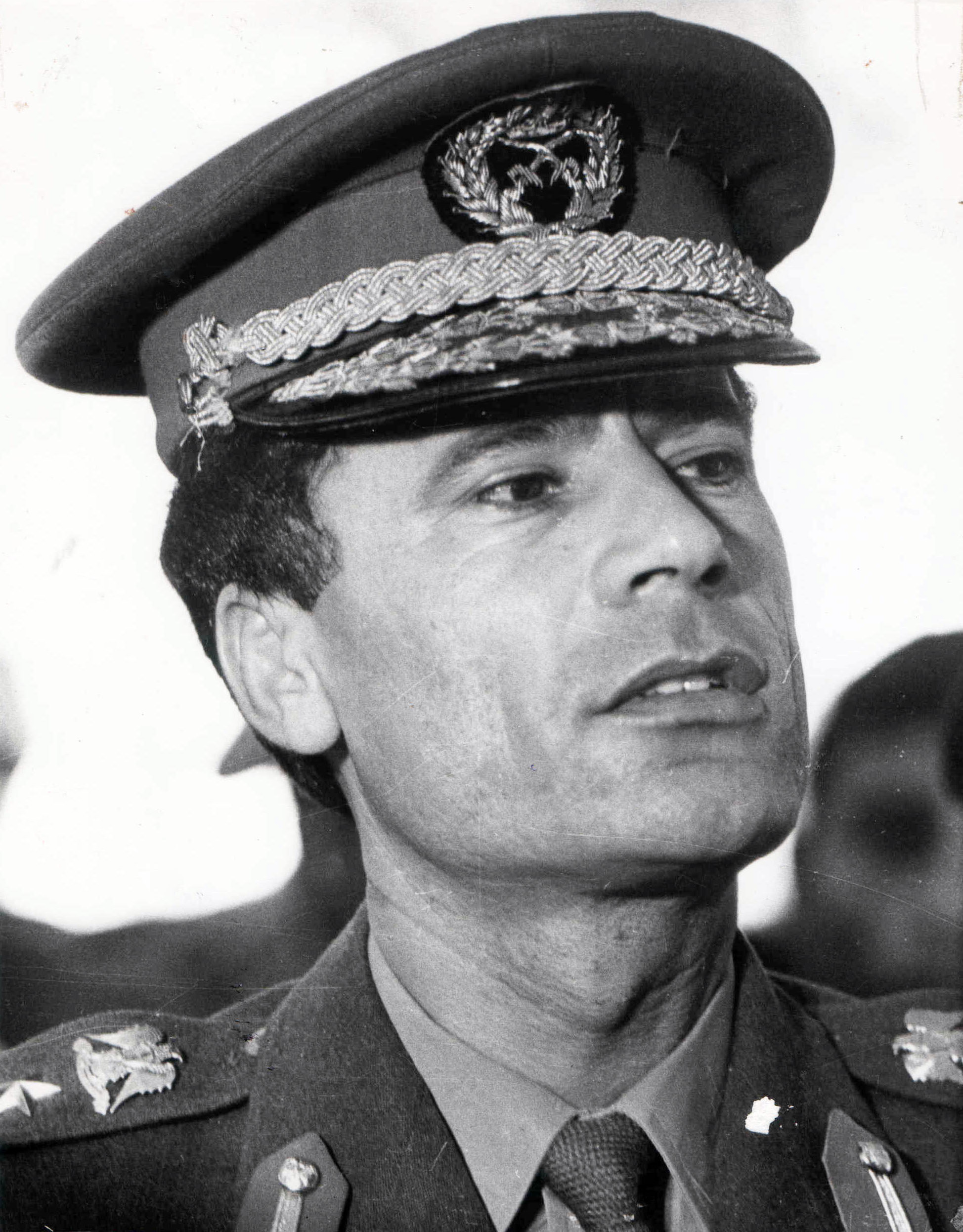
Muammar al-Gaddafi 1970

På profeten Muhammeds födelsedag 1973 höll Gaddafi ett berömt "fem-punkts-tal" där han officiellt införde Sharia. Revolten kallades "Den gröna revolutionen" och Gaddafi benämnde själv sin politik islamisk socialism: en blandning av arabisk nationalism, välfärdspolitik och direkt folkdemokrati.. Sin vision beskrev han i Den gröna boken – Lösningen på demokratins problem där han förespråkade ett socialistiskt samhälle baserat på islams principer, med respekt för jämställdhet och rättigheter. I hans "gröna vision" ingick också jämställdhet mellan män och kvinnor.[källa behövs] Gaddafi tyckte inte om det ateistiska inslaget i kommunism vilket visade sig i att små privata företag tilläts men att staten skulle kontrollera alla stora företag. Välfärd, "frigörande" (eller "emancipation") och utbildning underströks. Gaddafi införde också ett islamiskt moralsystem som förbjöd alkohol och hasardspel. Sommaren 1973 ställdes sommarskollovet in för att Gaddafis teologi skulle kunna undervisas.
I samband med systemombildningen förstatligades större företag, framförallt inom oljeindustrin som tidigare till stor del kontrollerades av utländska oljebolag. Mindre företag och privat ägande tilläts fortsätta. Libyen stod (2011) för två procent av världens oljeproduktion med en beräknad försäljning av ca 1,7 miljon fat per dag. (Denna process ändrades dock 2003 i samband med Libyens avskaffande av sina kärnvapen och påtagande av skulden för den så kallade Lockerbieaffären, då utländska oljebolag återigen släpptes in att tillåtas verka i landet efter mångåriga internationella sanktioner mot landet hävts.)[källa behövs]

### Republiken upplöst – på papperet

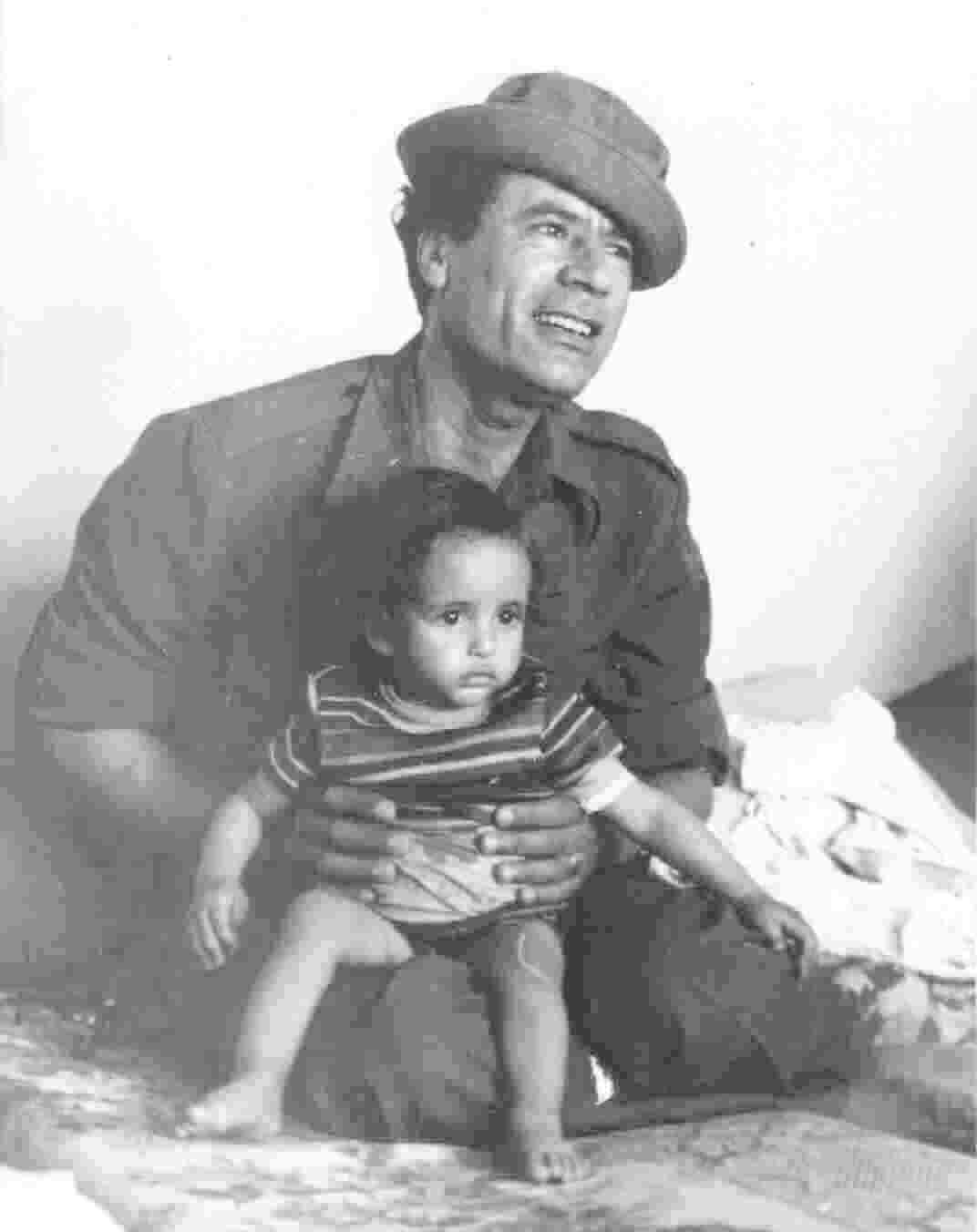
al-Gaddafi 1976

År 1977 upplöste Muammar al-Gaddafi republiken och ersatte den med Jamahiriya, ett "folkets direktstyre". Gaddafi menade att Libyen var en direktdemokrati, där alla medborgare hade sin plats i det parlamentariska systemet och därmed kollektivt avsågs styra över landet. Observatörer som Human Rights Watch, 
Amnesty och Freedom House menade dock att Libyen var en mycket hård diktatur. 1979 avsade sig Gaddafi alla officiella maktposter, varpå landet sedan dess inte heller hade någon formell statschef. Han kvarstod dock såsom "Revolutionens ledare" och i praktiken var Gaddafis makt suverän.
Fastän all makt i Jamahiriyya sades tillhöra folket var organiserad opposition uttryckligen förbjuden. I den Gröna boken sades att folket direkt skulle styra landets politik och ekonomi, men Libyen var även efter "Bokens" införande ett toppstyrt och exkluderande politiskt system där beslutandeprocessen begränsades till en mindre samling rådgivare och förtrogna. Det fanns ingen insyn och inga organ som kontrollerade makten, så kallade "checks and balances". Om inte landets ledare klart tillät det fanns det ingen allmän kontroll eller ansvarsbörda. Parlamentet (Allmänna folkkongressen) kontrollerade varken landets säkerhetsorgan eller rättssystem och inom de icke-formella institutionerna bland de olika säkerhetsorganen fattade Revolutionära ledningsrådet alla beslut, och de var inte ansvariga inför någon. Sedan 1977, trots deklarationer som sade motsatsen, och fram till regimens fall 2011, innehade Gaddafi som Revolutionens ledare den suveräna makten i Jamahiriyya.
Gaddafi författade också boken Escape to Hell and other stories (1988) samt en debattartikel i The New York Times (2009) där han föreslog en enstatslösning för Israel och Palestina.

### Förtryck och våld
Gaddafis använde under årens lopp våld för att kväsa opposition. Regimen etablerade så kallade revolutionära kommittéer som strikt kontrollerade avvikande åsikter och förbjöd politisk opposition, strejker och demonstrationer i lag 1973. Politiska konversationer med utlänningar var straffbart med tre år i fängelse. Vem som helst som startade ett politiskt parti kunde komma att avrättas. Dissidenter avrättades och stympades offentligt och i sändningar på den statliga TV-kanalen.
Enligt Freedom Houses rapport om pressfrihet 2011 var Libyen under Gaddafi det mest censurerade landet i Mellanöstern och Nordafrika. USA:s utrikesdepartement (State Department) uppgav att 10 till 20 procent av libyerna övervakade andra på uppdrag av Gaddafis kommittéer, vilket proportionellt var på samma nivå som Saddam Husseins Irak och Kim Jong-ils Nordkorea. Bevakningen ägde rum inom den statliga sektorn, på fabriker samt i utbildningssektorn.

#### Utrikes avrättningar
Från tid till annan besvarade Gaddafi även opposition i utlandet med våldshandlingar. Han använde sitt nätverk med diplomater och rekryter för att genomföra lönnmord av kritiker. Amnesty International har listat 25 sådana mord mellan 1980 och 1987. Libyska agenter likviderade dissidenter i USA, Europa, och Mellanöstern.
När Gaddafi talade om libyer i exil 1982 sade han. "Det är det libyska folkets ansvar att likvidera det avskum som förvränger bilden av Libyen utomlands". Gaddafi uttalade sig även kring enskilda individer såsom Salman Rushdie och Ion Pacepa, menande att dessa borde avrättas med utfästelse om belöning för den som utförde uppdraget.

### Gaddafis försök att närma sig västvärlden

#### Samarbete med FN kring massförstörelsevapen
Efter Saddam Hussein avsättning 2003 meddelade Muammar al-Gaddafi omvärlden att Libyen hade ett aktivt massförstörelsevapenprogram och att han var villig att samarbeta med internationella inspektörer för att avveckla detta, ett erbjudande han också hade framfört i hemliga samtal med USA redan 1999. Inspektörer från USA och Storbritannien fann flera ton kemiska vapen i Libyen, samt ett aktivt kärnvapenprogram. Inspektörer från Organisationen för förbud mot kemiska vapen (OPCW) bekräftade i mars 2004 att Libyen hade 23 ton senapsgas och mer än 1,300 ton förberedelsekemikalier. Samma månad besökte Storbritanniens premiärminister Tony Blair Libyen och blev därmed en av de första västerländska ledarna på årtionden som besökte landet och mötte Gaddafi. Han berömde dennes nyliga gärningar och sa att han hoppades på att Libyen skulle bli en stark allierad i det internationella kriget mot terrorn. Storbritanniens ambassadör i Tripoli, Anthony Layden, förklarade de politiska förändringarna i landet:
| ” | 35 års total statskontroll av ekonomin har gjort att de har hamnat i en situation där de helt enkelt inte genererar tillräckligt med ekonomisk aktivitet för att skapa jobb till de unga som strömmar genom deras framgångsrika utbildningssystem. Jag tror att detta dilemma var grunden för Gaddafis beslut att han behövde en radikalt förändrad riktning. | „ |

#### Nya förbindelser med ny diplomati
Under 2006, när Libyens kemiska vapen förstördes, fortsatte Gaddafi att förbättra sitt samarbete med internationella inspektionsorganisationer. Frankrike ingick ett avtal med Libyen om att utveckla ett betydelsefullt kärnkraftsprogram. USA återupprättade fulla diplomatiska relationer med Libyen och tog bort landet från sin lista om nationer som stöder terrorism. Condoleezza Rice blev den första amerikanska utrikesministern som besökte Libyen sedan 1953. Dock kritiserade Gaddafi 2008 den dåvarande presidentkandidaten Barack Obama för att han sagt att Jerusalem borde förbli Israels odelade huvudstad: "Uttalanden av vår Kenyanska broder med amerikanskt medborgarskap, Obama, om Jerusalem... visar att han antingen ignorerar internationell politik och inte studerade mellanösternkonflikten, eller att det är en kampanjlögn."

#### Kompensation till Lockerbieoffer

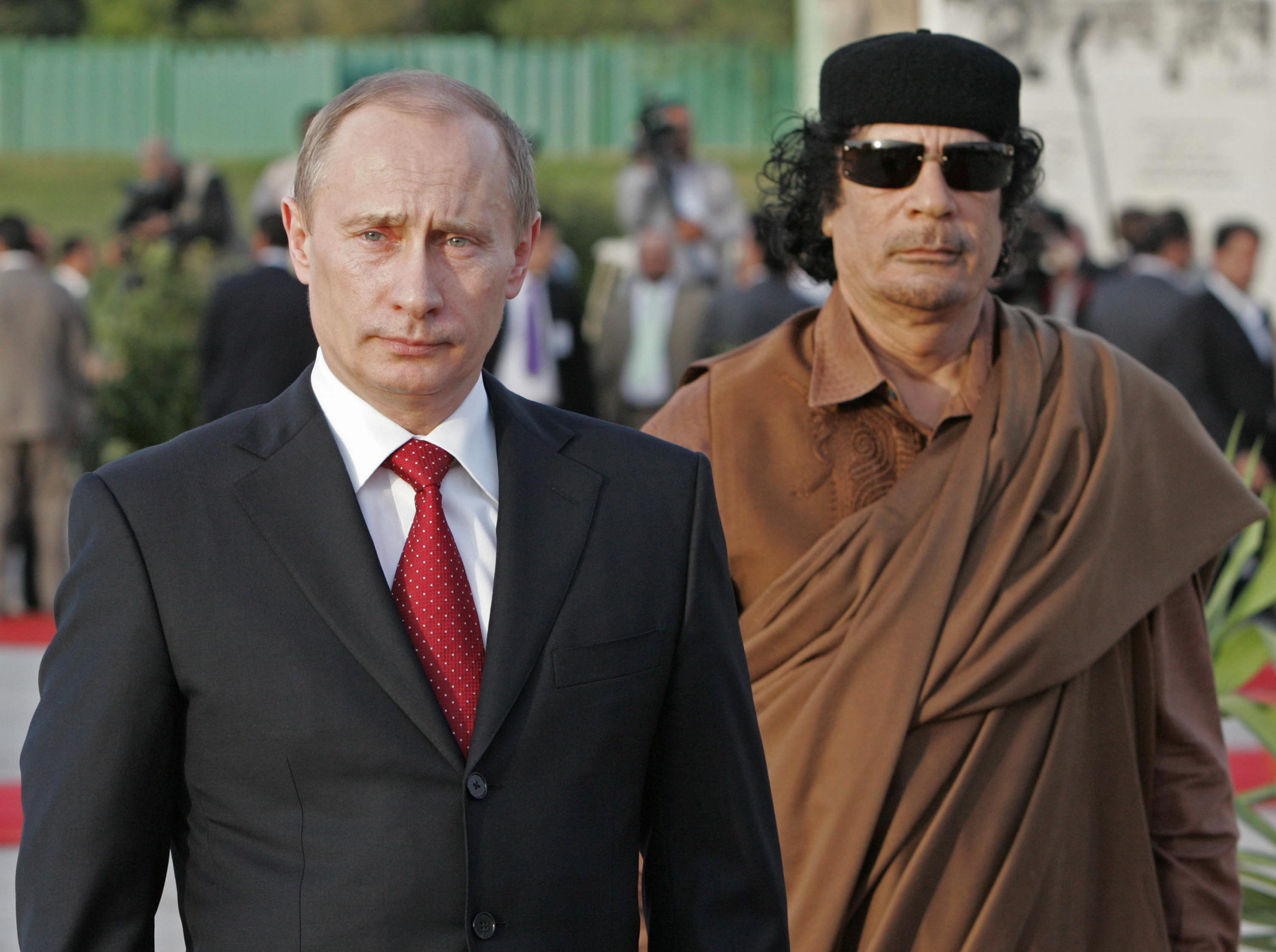
Gaddafi med Rysslands president Vladimir Putin 2008

Under större delen av 1990-talet stod Libyen under ekonomiska och sociala sanktioner. Detta som en konsekvens av att Gaddafi vägrade lämna ut (till USA eller Storbritannien) två libyer som var anklagade för att ha placerat en bomb på Pan Am Flight 103 som 1988 havererade över orten Lockerbie i Skottland. Genom medling av bland andra Sydafrikas president Nelson Mandela som besökte Gaddafi 1997, och FN:s generalsekreterare Kofi Annan gick Gaddafi 1999 med på en kompromiss och överlämnade de svarande för domstolsförhandlingar under skotsk lag vid en upprättad skotsk domstol i Nederländerna.. FN:s sanktioner suspenderades därmed men USA:s sanktioner upprätthölls utan justeringar. I augusti 2003 skrev Libyen till FN och accepterade formellt ansvar för Lockerbiebombningen. Gaddafi gick med på att betala kompensation om ett belopp på högst 2,7 miljarder dollar, eller 10 miljoner var, till de 270 offrens familjer. Samma månad hävde FN sanktionerna mot Libyen. Kompensationskraven från USA hävdes av President Bush som också med executive order 13477 återupprättade den libyska regeringens immunitet från terror-relaterade stämningar. Gaddafi ådrog sig dock senare stor kritik från västerländska ledare när han 2009 hyllade den dömde bombaren Abdelbaset al-Megrahi då denna återvände till Libyen efter att ha släppts från fängelset i Skottland av humanitära skäl.

#### Samarbetsavtal med länder i Europa

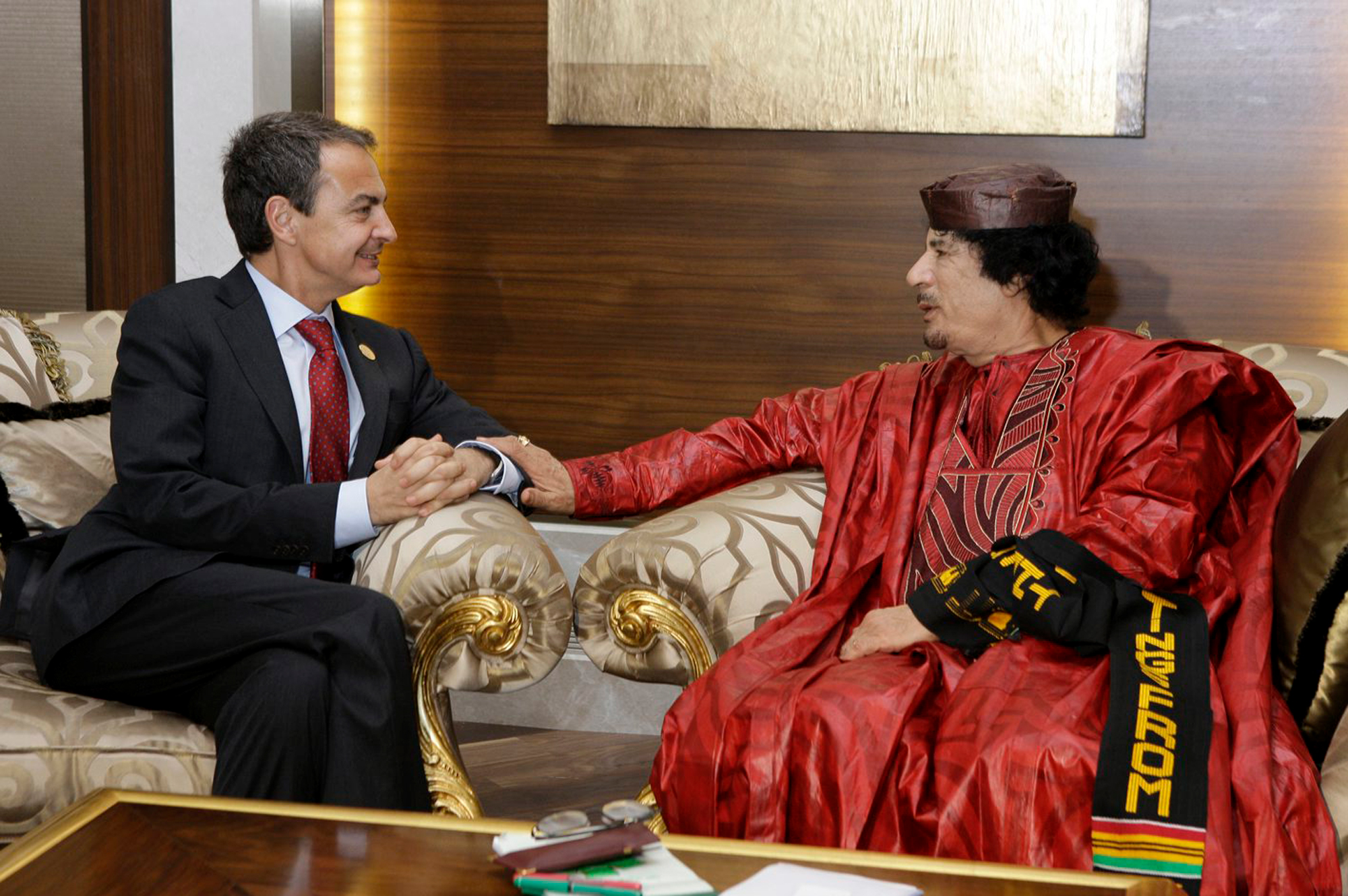
Gaddafi med spanske premiärministern José Luis Rodríguez Zapatero.

År 2004 inledde den brittiske premiärministern Tony Blair, som förste västföreträdare, en serie samtal med Gaddafi om samarbete och försoning. Blair sade sig se Gaddafi som en möjlig god allierad i kampen mot den internationella terrorismen. Ett exportembargo mot Libyen hävdes senare samma år. Vapenexporten till Libyen från Europa har sedan dess varit störst från länderna Italien, Tyskland och Storbritannien.
I juli 2007 besökte Frankrikes president Nicolas Sarkozy Libyen och skrev ett antal bilaterala och multilaterala EU-avtal med Gaddafi. Han diskuterade enligt uppgift med Rysslands Vladimir Putin möjligheten att etablera en rysk militärbas i Libyen. Gaddafi meddelade 4 mars 2008 att han skulle avveckla landets förvaltningsstruktur och fördela oljeintäkter direkt till folket. Planen inkluderade upplösandet av alla ministerier, förutom försvaret, säkerhetspolisen, utrikesdepartementet och de som implementerade strategiska projekt.
Den italienska premiärministern Silvio Berlusconi och Gaddafi skrev ett omfattande säkerhetsavtal i augusti 2008. Italien gick med på att betala fem miljarder amerikanska dollar till Libyen, som kompensation för den tidigare militära ockupationen. I utbyte skulle Libyen vidta åtgärder för att förhindra olovlig immigration till Italien från den libyska kusten, samt öka investeringarna i italienska företag. Avtalet ratificerades av Italien 6 februari 2009 och av Libyen 2 mars när Berlusconi besökte Tripoli. Gaddafi besökte Rom första gången i juni, där han igen mötte Berlusconi, samt senatens president Renato Schifani. Två politiska partier motsatte sig besöket och flera protester anordnades runt om i landet. Gaddafi deltog under resan också i G8-mötet i L'Aquila som representant för Afrikanska unionen. Han skakade här hand med den amerikanske presidenten Barack Obama, den första gången en sittande amerikansk president hade hälsat på honom. Berlusconi bestämde i sista minuten att Gaddafi skulle sitta på hans vänstra sida under kvällens middag, med Obama till höger.

#### Internationellt engagemang
Muammar al-Gaddafi stöttade genom åren ett antal politiska organisationer (även så kallade befrielsegrupper) världen över, såsom den palestinska nationalistgruppen PLO.[källa behövs] Han hade, med liten framgång,[källa behövs] propagerat för internationell samverkan, panislamism, panarabism och panafrikanism. Vid ett möte i Venezuela år 2009 föreslog han bildandet av en allians mellan Afrika och Latinamerika, ett slags Sydatlantisk motsvarighet till NATO för "kampen mot den västerländska imperialismen". Han lät också i Libyen bygga en parlamentsbyggnad för Afrikanska unionen, som dock inte har accepterat erbjudandet.[källa behövs]
År 1988 instiftade han i Schweiz Gaddafipriset för mänskliga rättigheter, på 250.000 amerikanska dollar. Prisets förste mottagare var Nelson Mandela (1989) och 2004 emottog Venezuelas president Hugo Chávez samma pris. Andra sydamerikanska ledare som mottog priset var Daniel Ortega, Fidel Castro och Evo Morales. Priset delades också ut till barnen i Bosnien och Hercegovina (1993) under Bosnienkriget samt till barnen i Irak (1999), under FN:s sanktioner mot landet.

#### Nationella investeringar
Den stora konstgjorda floden (The Great Man-Made River) är ett nätverk med rörledningar som tillhandahåller 6,500,000 kubikmeter färskvatten varje dag, från under en akvifär i Saharaöknen till städer i norra delen av landet, inklusive Tripoli, Benghazi och Sirt. Projektet som uppges kosta 20 miljarder dollar inkluderar fler än 1 000 källor, de flesta mer än 500 meter djupa. Libyer kallar det "världens åttonde underverk" och Gaddafi presenterade projektet som en gåva till tredje världen.[källa behövs].
Gaddafi beställde ett teleskop (Libyan National Telescope Project) som kostar nära 10 miljoner euros, och uttryckte då sin passion för astronomi. Det robotiserade teleskopet skulle bli två meter i diameter och fjärrkontrollerat, skapat av REOSC, den optiska delen av SAGEMgruppen. Teleskopet skulle finnas i en luftkonditionerad byggnad omgärdad av ett nätverk med väderstationer för att varna för ankommande sandstormar som skulle kunna skada teleskopets känsliga optik. En plats i öknen valdes, 2200 meter ovanför havsnivån, nära Kufra, för att husera Nordafrikas största astronomiska observatorium.[källa behövs]

### Kontroversiella relationer, uttalanden och beteenden
Muammar al-Gaddafi var känd för sina underliga uttalanden och kommentatorer var ofta osäkra på vad som var sarkasm och vad som bara var osammanhängande tal.

#### Stödjare av terrorism
Gaddafi betraktades som understödjare av terroristorganisationer och FN införde sanktioner mot Libyen med krav på (bland annat) att allt stöd till terrorism skulle upphöra. Gaddafiregimen var under 1970-talet även involverade i omstörtande aktiviteter i både arabiska och icke-arabiska länder. Under det så kallade Kalla krigets dagar, i mitten av 1980-talet, anklagade USA och andra länder Libyen för att vara huvudfinansiär för internationell terrorism och för direkt inblandning i rörelsen Svarta september som genomförde Münchenmassakern under de olympiska sommarspelen 1972. Enligt USA ansvarade Libyen för diskotekbombningen i Berlin 1986 som dödade tre personer och skadade fler än 200, varav flera var amerikanska militärer.
Spänningar uppstod 1981 mellan USA och Libyen rörande USA:s tillgång till den oljerika Sidrabukten utanför Libyens kust som militärt övningsområde. USA sköt under perioden ner två libyska stridsflyg. Efter Ronald Reagans makttillträde beordrade denne ett intrång i bukten, som Libyen hävdade vara deras territorialvatten, följt av bombningar av huvudstaden Tripoli i Operation El Dorado Canyon 15 april 1986. Ytterligare nedskjutning av libyska plan skedde 1989. Ronald Reagan kallade Gaddafi "Mellanösterns galna hund".
Egyptens förre president Anwar Sadat kallade Gaddafi "obalanserad och omogen", en "ondskefull kriminell, 100 procent sjuk och besatt av demonen". År 1981, när Sadat lönnmördats, applåderade Gaddafi mordet och menade att det var ett straff. Sudans president Gaafar Mohamad Numeiry menade att Gaddafi led av "en delad personlighet - båda onda" och presidenten i grannlandet Tchad, Hissene Habre, hänvisade till "sjukdomen som kallas Gaddafi".

#### Träning av ledare
Gaddafis World Revolutionary Center nära Benghazi blev ett träningscenter för organisationer som stöddes av Gaddafi. "Utexaminerade" makthavare inkluderade bland annat Burkina Fasos Blaise Compaoré och Tchads ledare Idriss Déby. Gaddafi tränade och stöttade dessutom Liberias diktator Charles Taylor som i Specialdomstolen för Sierra Leone åtalades för bland annat krigsbrott och brott mot mänskligheten under konflikten i Sierra Leone. Foday Sankoh, grundaren av Revolutionary United Front, tränades också av Gaddafi. Enligt Washington Posts förre chef för Västafrika, Douglas Farah, var "amputerandet av armar och ben på män, kvinnor och barn en del av den brända jordens taktik-kampanj som syftade till att överta områdets rika diamantfält och som stöddes av Gaddafi som rutinmässigt översåg deras framgångar och tillhandahöll vapen".

#### Ansvar för Lockerbie
Libyens relationer i det internationella samfundet förbättrades sedan landets regim 2003 tog ansvar för Lockerbieaffären - ett bombdåd mot ett PanAm-plan, vilket exploderade ovanför den skotska byn Lockerbie 1988. (Libyens justitieminister Jalil menade i februari 2011 att Gaddafi personligen var ansvarig för attacken) I samband med detta accepterade Gaddafi också att avskaffa sina kärnvapenmissiler och släppa in ett 40-tal utländska oljebolag som skulle få verka i landet. År 2009 ångrade han dock medgivandet och föreslog i parlamentet att återigen nationalisera oljefyndigheterna samt att distribuera inkomsterna från oljan direkt till landets medborgare, i stället för till de privata intressenterna.

#### Kontakt med kokainproducenter
Dokument som beslagtogs i en räd mot FARC 2008 visade att Gaddafi (och Venezuelas Hugo Chavez) stödde den grupp, som enligt DEA då producerade hälften av all världens kokain. Gaddafi upprätthöll relationer med FARC och lärde känna dess ledare under möten för revolutionära grupper som regelbundet anordnades i Libyen.

#### Kungarnas kung
Muammar al-Gaddafi propagerade även för ett utökat panafrikanskt samarbete, och i augusti 2008 kallades han av 200 kungar och traditionella ledare från afrikanska länder för "kungarnas kung" vid ett stormöte i Libyen, då han ville förmå dem att samverka i en allafrikansk federation, vilket dock de nationella ledarna i AU var mer tveksamma till. Efter ett år som kontroversiell ordförande på roterande ettårsmandat i Afrikanska unionen lät han afrikanska ledare hylla honom och rekommendera honom som ordförande ännu ett år, mot regelverket, vilket heller inte godkändes av Afrikanska unionen.

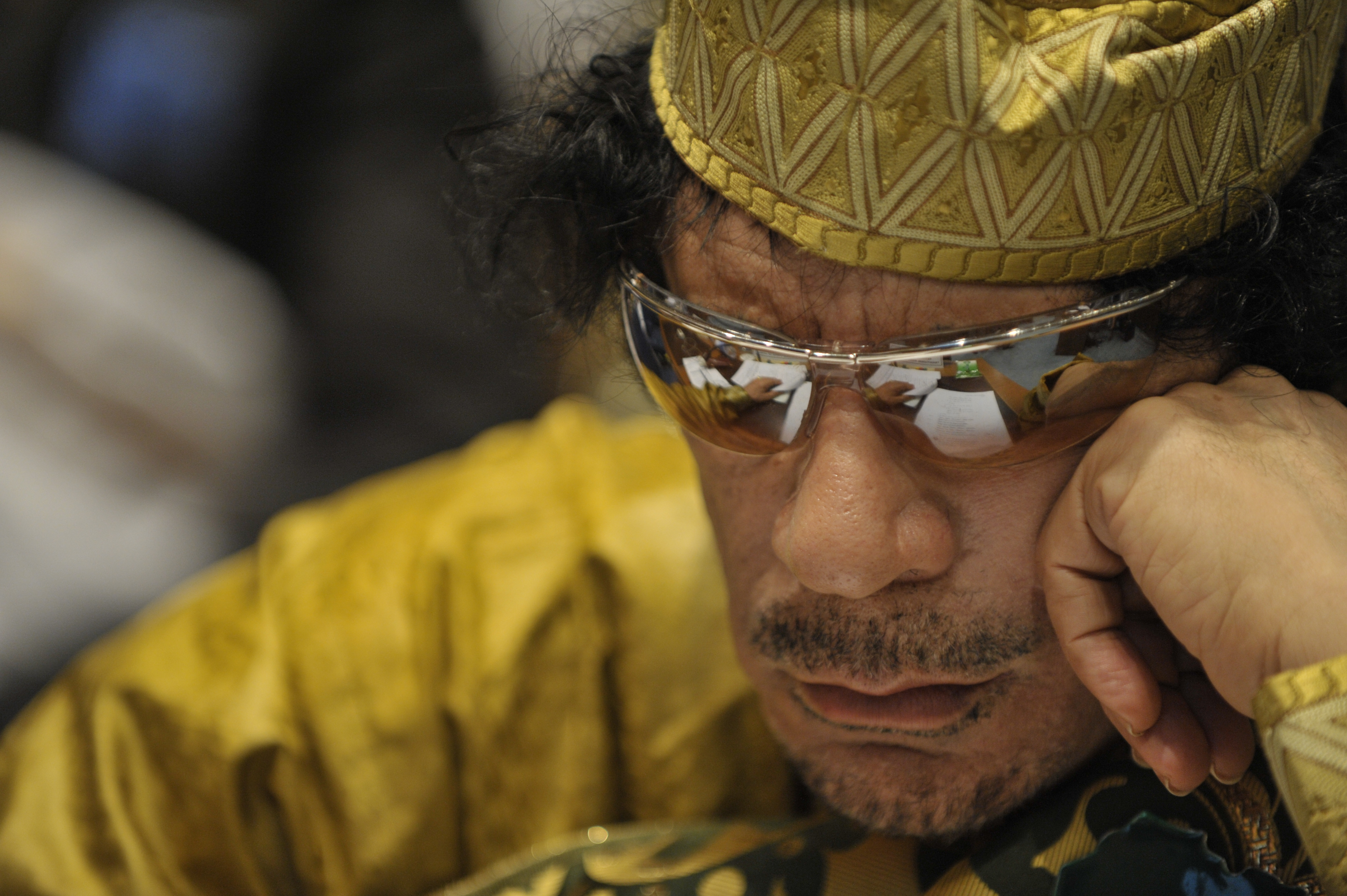
Gaddafi vid Afrikanska unionens möte 2009.

| ” | Jag är en internationell ledare, de arabiska ledarnas doyen, Afrikas kungars kung och muslimernas imam, och min internationella status tillåter mig inte att sänka mig till en lägre nivå. | „ |

#### Förakt för berber
Trots att Gaddafi hävdade att han var berörd av sina afrikanska rötter uttryckte han ofta uppenbart förakt för berber, ett icke-arabiserat nordafrikanskt folk, och för deras språk. Han vidhöll att deras existens var en myt som skapats av kolonialister och han förbjöd berbiska och angrep ofta språket i sina tal med uttalanden som "Om din mor överför detta språk när hon dig med kolonialisternas mjölk, föder hon dig med deras gift". (1985).[källa behövs]

#### Försvar av pirater och förklaring av sjukdomar
Gaddafi försvarade också pirater i Somalia: "Det är en reaktion på västs giriga länder, som illegalt invaderar och exploaterar Somalias vattenresurser. Det är inte sjöröveri, det är självförsvar... Om de (västländerna) inte vill leva med oss rättvist, det är vår planet och de kan gå till [en] annan planet."
Gaddafi hävdade att HIV är ett "fredligt virus, inte ett aggressivt virus". När Afrikanska unionen sammanträdde i Maputo i juli 2003 försäkrade han att "om du är straight har du inget att frukta från AIDS". Han förklarade också att afrikaner inte behövde vara rädda för tsetseflugan eller myggor eftersom dessa är "Guds arméer som kommer att skydda oss från kolonialister." Skulle sådana fiender komma till Afrika "får de malaria och sömnsjuka".

#### Till Serbiens försvar och för Schweiz' upplösande
Efter att Kosovo 17 februari 2008 deklarerade sin självständighet uttalade Gaddafi att han aldrig skulle erkänna Kosovo som självständig stat, utan att Kosovo istället borde införlivas i Serbien. Forna Jugoslavien, och sedermera nuvarande Serbien, hade ett nära samarbete med Gaddafi om bland annat militärt utbyte.
När sonen Hannibal i Genève år 2009 arresterades för misshandel, menade Gaddafi under det 35:e G8-mötet att staten Schweiz borde upplösas och dess territorium delas mellan Frankrike, Italien och Tyskland.

#### FN-talet 2009
Den 23 september 2009 talade Muammar al-Gaddafi inför FN:s generalförsamlings 64:e möte, i New York, under sitt första besök i USA. Talet, som behandlade en rad områden och slog vilt åt flera håll, varade i 1 timme och 36 minuter. En kopia av talet, från Jamahiriya News Agency (JANA, Libyens officiella nyhetsbyrå), finns att hitta på Internet. Gaddafi var positiv till FN-stadgans förord men förkastade flera andra delar. Han kritiserade organisationen för att ha misslyckats med att förhindra 65 krig och föreslog att generalförsamlingen skulle utreda de krig som FN:s säkerhetsråd inte godkänt och att de ansvariga för krigen skulle föras till Internationella brottmålsdomstolen (ICC). Gaddafi förkastade också USA:s invasion av Afghanistan då han menade att Usama bin Laden varken var taliban eller afghan och försvarade de somaliska piraternas härjningar med att dessa var ett svar på västvärldens girighet. Han hävdade vidare att utländsk militär var ansvarig för spridningen av fågelinfluensa-viruset H1N1 och att Israel låtit lönnmörda John F. Kennedy. Han föreslog en enstats-lösning för Palestina och Israel, benämnde USA:s president Barack Obama som "Afrikas son" och kallade FN:s säkerhetsråd för "Terrorrådet".

#### Wikileaks bakom Arabiska våren
Gaddafi menade att det var Wikileaks lögner som skapade revolutionerna i de arabiska länderna år 2011.

#### Utländska hedersbetygelser
Pakistan uppkallade på 1970-talet en stad efter Muammar Gaddafi, liksom landets främsta arena för cricket, Gaddafi Stadion. År 2009 gav Hugo Chávez Venezuelas högsta hedersutmärkelse till Gaddafi och jämförde den libyske ledaren med Simón Bolívar.

#### Udda beteende
Beduinen Gaddafi föredrog vid vissa tillfällen att bo i tält i öknen, även vid utländska resor och statsbesök, vilket ibland skapade förundran och kontroverser. Han hade även en kvinnlig livvaktsstyrka, kända som Amazonerna.

## Inbördeskrig 2011

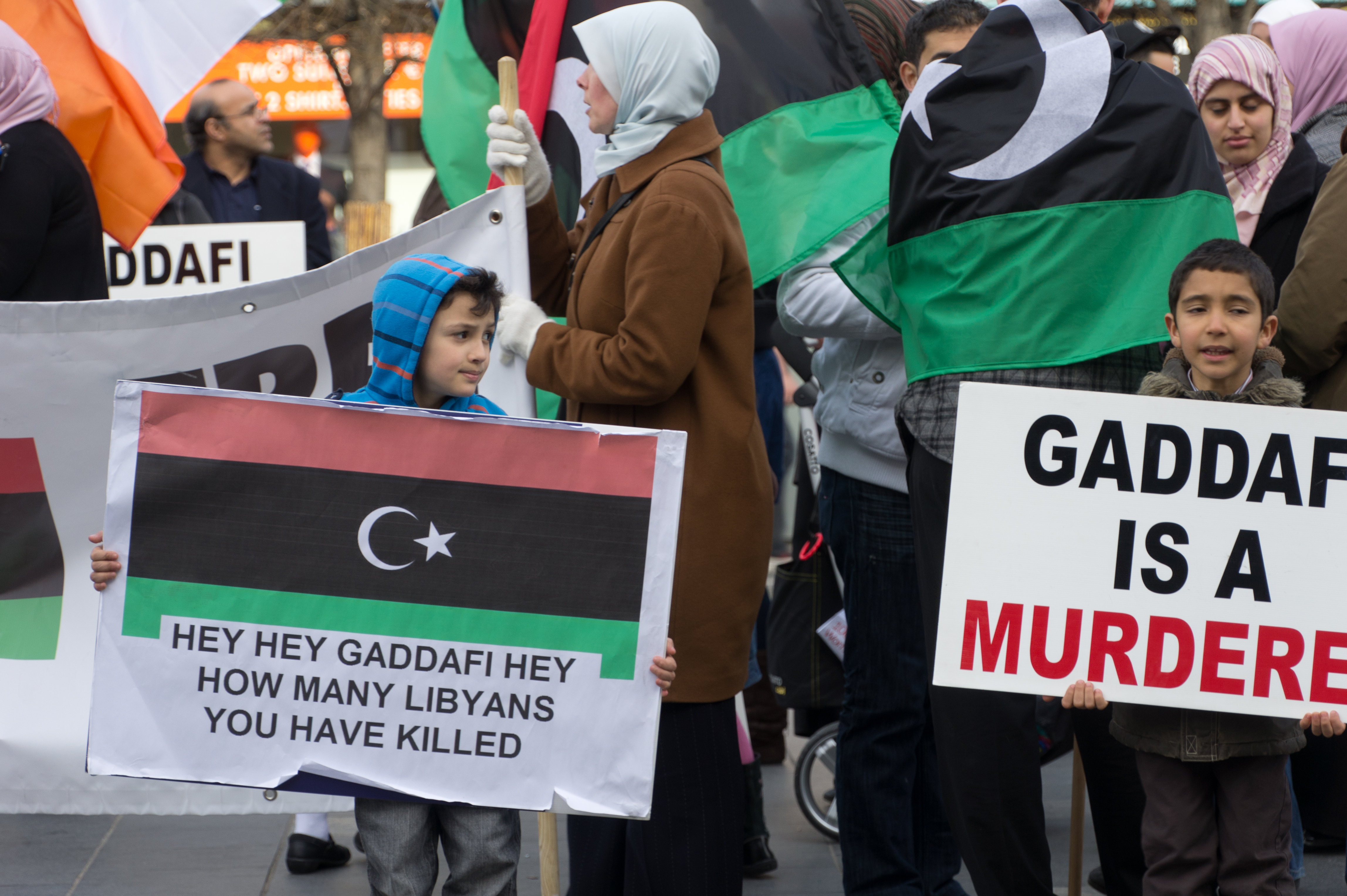
Protester i Dublin i samband med det libyska upproret 2011

Den 17 februari 2011 inleddes omfattande politiska protester i flera städer i Libyen, inspirerade av liknande uppror i Tunisien och Egypten och i andra länder i arabvärlden. Från och med 26 februari 2011 rapporterades att Gaddafi hade förlorat kontrollen över stora delar av landet.

### Internationella reaktioner
Flertalet stater och internationella organisationer fördömde Gaddafis bruk av militär personal, legosoldater och framför allt militära flygstridskrafter mot civilbefolkningen.
International Federation for Human Rights menade 27 februari 2011 att "Gaddafi använder sig av den brända jordens taktik. Det finns skäl att befara att han faktiskt har beslutat att till stor del likvidera, där han fortfarande kan, libyska medborgare som reste sig mot hans regim, och vidare, att systematiskt och urskillningslöst kuva civilbefolkningen. Handlingarna kan betecknas som brott mot mänskligheten, definierat i artikel 7 i den internationella brottmålsdomstolens Romstadga."
12 latinamerikanska länder fördömde våldet som användes för att slå ner civilpersoners demonstrationer med krav på Gaddafis avgång. Venezuelas president Hugo Chávez skrev på twitter "att Libyen står inför ett inbördeskrig"; som följdes av "Jag kommer inte att fördöma honom (Gaddafi)", "Det vore fegt av mig att fördöma någon som har varit min vän", i ett tal på tv. Han stödde inte invasioner eller massakrer men menade att en kampanj med lögner fördes mot Libyen. Då flera länder fördömde våldet mot demonstranter menade Chavez att dessa "kanske har information som vi saknar". Nicaraguas president Daniel Ortega uttryckte att regimen sökte dialog men försvarade landets enighet så att det inte skulle splittras så att inte anarki uppstår; "Nicaragua, min regering... och vårt folk är med dig i dessa strider." Fidel Castro fördömde våldet mot civilpersoner och menade att "illvilliga rykten om hans uttalanden spridits över världen".
Tysklands förbundskansler Angela Merkel sa att överste Gaddafis TV-tal 22 februari 2011 var "mycket, mycket skrämmande" och "detsamma som att han förklarar krig mot sitt eget folk".
Shaykh Yûsuf al-Qaradâwî utfäste 21 februari 2011 en fatwa som påkallade att Gaddafi skulle dödas. Gaddafi sades ha hyrt in utländska legosoldater för att försvara sitt styre.

### Gaddafis respons
Under det inbördeskrig som följde under 2011 anklagade Gaddafi sina motståndare för att vara under påverkan av hallucinogen i drycker och piller; särskilt skulle substanserna ha funnits i mjölk, kaffe och Nescafé. Gaddafi hävdade att Usama bin Ladin och Al-Qaida distribuerade dessa droger. Han klandrade också alkohol och USA för upproren i Libyen. Revolten var enligt Gaddafi också en kolonialistisk sammansvärjning av andra länder, främst USA, Frankrike och Storbritannien, för att erövra landets olja och förslava det libyska folket. Han svor att han hus efter hus skulle rensa Libyen tills han krossat upproret och våld skulle användas i enlighet med Libysk och internationell lag. Han uppmanade folk att säkra gatorna och att inte låta ungdomarna fyllna till och bli förda bakom ljuset: "Dessa gäng, liksom kackerlackor, representerar ingen, de är inget, bara en handfull som försöker imitera vad som hade hänt i Egypten och Tunisien efter de blivit drogade". Gaddafi deklarerade att de som inte "älskar" honom "förtjänar inte att leva".

### Krigsbrott
FN:s säkerhetsråd beslutade enhälligt den 26 februari 2011 (resolution 1970) att hänskjuta Muammar al-Gaddafi till den internationella domstolen ICC på grund av "vitt spridda och systematiska attacker" på libyska medborgare, som protesterade mot regeringen under de första veckorna av revolutionen 2011. Det var första gången ett enhälligt säkerhetsråd hänsköt ett statsöverhuvud till ICC och andra gången som säkerhetsrådet hänsköt ett land till ICC. Rådet beslutade också att förbjuda vapenhandel med Libyen, att frysa Gaddafi-familjens tillgångar utomlands samt införa ett internationellt reseförbud för 16 libyska ledare. Samma vecka vände sig flera av landets diplomater och ambassadörer mot Gaddafis styre. Den tillförordnade ambassadören till FN, Ibrahim Dabbashi, sade att hans stab från och med då arbetade för det libyska folket och inte för regimen. Han anklagade Gaddafi för folkmord och uppmanade världens ledande makter att förbjuda flygtrafik över Libyen. ICC beslutade den 2 mars att starta en utredning om brott mot mänskligheten i Libyen. Syftet var att utöva påtryckningar mot ledande personer i Gaddafis omgivning så att de noga skulle tänka efter innan de följde Gaddafi i handlingar som kunde utgöra krigsbrott. Interpol utfärdade den 4 mars "en internationell varning gällande Libyens ledare Muammar Khaddafi, hans familj och närmaste medarbetare" för att Gaddafi och andra i hans omgivning "ansågs vara inblandade i planeringen av attacker, inkluderande luftbombningar, på civilbefolkningen". Gaddafi-regimens attacker på demonstranter uppskattades den 5 mars 2011 av Italiens utrikesminister Franco Frattini ha dödat 1000 människor, skadat flera tusen samt tvingat tiotusentals att fly från landet. Åklagaren vid ICC, Luis Moreno-Ocampo, sade den 6 april att "det finns bra bevis som visar att dödandet av civila skedde efter [en av Gaddafi] förutbestämd plan", förberedd sedan januari.
Den 16 maj 2011 utfärdade Moreno-Ocampo en formell begäran till ICC att Muammar al-Gaddafi, sonen Saif al-Islam Gaddafi och säkerhetschefen Abdullah al-Sanussi skulle arresteras och ställas inför rätta för brott mot mänskligheten.
ICC menade 9 juni 2011 att det fanns bevis för att Muammar al-Gaddafi hade beordrat sina soldater till massvåldtäkter av libyska kvinnor. Domstolen hade funnit bevismaterial för att soldater hade blivit tilldelade viagra för att uppmuntra våldtäkter som straffmetod. Åklagaren Luis Moreno-Ocampo menade att våldtäkt var en ny taktik, "vi hade tvivel till att börja med men är nu övertygade".
The Observer hade (18 juni 2011) tagit del av dokument som visade att Gaddafis generaler beordrat att Misrata skulle bombas och att befolkningen där skulle svältas och att skadade rebeller jagas, vilket stred mot Genèvekonventionerna. Krigsbrottsutredare hävdade att ett av de tusentals dokumenten var en order från Gaddafi med meningen att "Misrata ska utplånas och att det blå havet ska göras rött med invånarnas blod". Advokater i Misrata som var motståndare till regimen uttalade att de stämplade och signerade dokumenten skulle överlämnas till ICC.
Den 27 juni 2011 utfärdade ICC arresteringsorder för Muammar al-Gaddafi, Saif al-Islam Gaddafi och Abdulla al-Sanussi gällande två brott mot mänskligheten; mord och förföljelser, från 15 februari 2011 och framåt. Libyen hade dock inte ratificerat Romstadgan och erkände därmed inte domstolens auktoritet. Enligt Libyens justitieminister Mohammad al-Qamood hade ICC:s åtal ingen bäring på "revolutionens ledare och hans son" eftersom de "inte har några officiella poster i den libyska regeringen". Domstolen menade att Gaddafi som "Libyens erkända och obestridda ledare hade absolut, slutgiltigt och oifrågasatt styrt statsapparatens maktgrenar, inklusive säkerhetsstyrkorna." Domaren i målet, Sanji Monageng, sa att det fanns skälig grund att tro att Gaddafi och Saif al-Islam var "straffrättsligt ansvariga som medskyldiga" i mordet på civilbefolkningen. "De utformade och iscensatte en plan för att motverka och stävja, med alla medel, civila demonstrationer." Senussi ska ha utnyttjat sin position för att få attackerna utfärdade.

## Gaddafis död
Muammar Gaddafi tillfångatogs och dödades den 20 oktober 2011 efter slaget vid Sirt. Gaddafi hittades väster om Sirte efter att hans konvojer attackerats av Natos flygplan. Han tillfångatogs sedan av National Transitional Council (NTC) styrkor och dödades kort därefter.
NTC hävdade initialt att Gaddafi dog av skador som han fick i en skjutning när lojalistiska styrkor försökte befria honom, även om en grafisk video av hans sista ögonblick visar rebellkrigare som slår honom och en av dem hugger honom i anus med en bajonett innan han sköts flera gånger.
Mordet på Gaddafi kritiserades som ett brott mot internationell lag.

## Namn
Då det finns stora skillnader mellan olika arabiska dialekter samtidigt som det inte finns något vedertaget sätt att transkribera arabiska så finns det stora variationer i hur Gaddafis namn transkriberas till det latinska alfabetet. Enligt den internationella translittereringsstandarden för arabiska bör namnet stavas al-Qadhdhafi; 'q' står för en tonlös uvular klusil (ett "bakre" k) och 'dh' står för en tonande dental frikativa (som i engelskans the). Då det sistnämnda ljudet dessutom är långt dubbeltecknas konsonanten.
Gaddafi är ett återgivande av det libyska uttalet av namnet, medan Kaddafi är en nära approximering av standardarabiskan på de flesta europeiska språk. Transkriberingen Gaddafi dominerar internationellt. Vidare brukar i västerländska media den bestämda artikeln al- falla bort, men i vårdad arabiska bör den alltid vara med. En annan variant på namnet som är vanligt förekommande är Khaddafi.

## Familj
Gaddafi gifte sig med sin första hustru, Fatiha (1946–2018), i ett arrangerat äktenskap. Efter sex månader skilde de sig. Hon var mor till hans äldste son.
Gaddafis andra hustru som han var gift med till sin död, Safia Farkash (född 1952), äger ett eget flygbolag Buraq Air som konkurrerade med det "folkägda" nationella libyska flygbolaget och fick monopol på att flyga pilgrimer till Mecka från Libyen. Hennes personliga förmögenhet uppskattas till 30 miljarder dollar.
Gaddafi hade åtta barn; en son med sin första hustru Fatiha, sex söner och en dotter med Safia, samt en adoptivdotter, som uppges ha omkommit i USA:s bombanfall mot Libyen 1986.
Äldste sonen och Gaddafis ende son med sin första hustru, Muhammad Gaddafi (född 1970), var chef för Libyens Olympiska kommitté och ordförande i styrelsen för det libyska statliga telekommonopolet. Under inbördeskriget 2011, efter att först ha givit sig till rebellstyrkor, lyckades Muhammad tillsammans med mor och syskon fly till Algeriet.
Saif al-Islam Gaddafi (född 1972) är konstnär och driver välgörenhetsorganisationer för internationella gisslanförhandlingar i muslimska länder, samt miljövård. 2006 tvingades han lämna Libyen då han riktat skarp kritik mot fadern, men togs åter till nåder och återvände hem. Där deltog han i medlingsförhandlingarna rörande gästarbetande läkare och sjuksköterskor som dömdes till dödsstraff efter att 426 libyska barn blivit smittade av HIV via förorenade blodtransfusioner. Dessa släpptes senare fria och fick lämna landet 2007. Saif al-Islam ansågs vara sin faders efterträdare. När protesterna i Libyen började i februari 2011 varnade Saif al-Islam på nationell TV att revolutionärer skulle möta våldsamt motstånd. Vid samma tidpunkt uppdagades att hans doktorsexamen i filosofi från universitetet LSE var plagierad.
Al-Saadi Gaddafi (född 1973) har varit fotbollsspelare i Italien, var ledare för Libyens nationella fotbollsfederation[källa behövs], har producerat Hollywoodfilm och sägs ha tjänat en förmögenhet på investeringar i oljeindustrin.
Mutasim-Billah Gaddafi (1974–2011) var överstelöjtnant i armén och högste chef för nationens säkerhet. År 2008 krävde han av det statliga oljebolagets ordförande 1,2 miljarder dollar i kontanter och olja. Han tvingades fly landet en tid, då han anklagades för att vara en av huvudmännen bakom påstådda egyptiskstyrda kupplaner mot fadern, men togs åter till nåder och kunde återvända hem. Mutasim avled av skador han fått under strider samma dag hans far dödats av rebellstyrkor, 20 oktober 2011.
Sonen Hannibal (född 1976) har bott i Europa en längre tid. Han har vid två tillfällen arresterats för att ha misshandlat sin gravida flickvän, senare hustru. Hannibal och hans gravida hustru arresterades i Genève 2008 för att på ett hotell i samma stad ha misshandlat sitt tjänstefolk. Paret släpptes efter två dagar i häkte mot en borgen på motsvarande drygt tre miljoner kronor och Schweiz bad om ursäkt året efter för gripandet. När två schweiziska medborgare hindrades från att lämna Libyen, sade den schweiziska staten upp de normaliserade relationerna med den libyska regimen.
Dottern, Ayesha Gaddafi (född 1977), är advokat och deltog i försvaret av Iraks förre diktator, Saddam Hussein. Under inbördeskriget 2011 flydde hon landet.
Sonen Saif (1982–2011) dödades under inbördeskriget. Även yngste sonen Khamis (1983–2011?) tros ha dödats under kriget.